# 개미 (영화)
《개미》(Antz)는 에릭 다넬, 팀 존슨 감독의 미국의 1998년 컴퓨터 애니메이션 어드벤처 코미디 영화이다. 우디 앨런 등이 주연으로 출연하였고 브래드 루이스 등이 제작에 참여하였다. 개미는 드림웍스 애니메이션이 제작한 첫 영화이며 디즈니와 픽사의 토이 스토리(1995년)에 이은 2번째 장편 컴퓨터 애니메이션 영화이다.
개미는 1998년 9월 19일 토론토 국제 영화제에서 초연되었으며 1998년 10월 2일 드림웍스 픽처스에 의해 미국에서 극장 개봉하였다.

## 줄거리
일 개미와 전투 개미가 모여 사는 개미왕국. 일개미인 Z는 평생 땅이나 파고 흙이나 옮기며 살아야 하는 자신의 신분과 처지를 한탄한다.
Z는 전투 개미 친구인 위버를 바에서 만나 신세 타령을 늘어놓다가 한 술주정꾼으로부터 곤충의 천국에 관한 얘기를 듣는다. 그리고 마침 바에는 발라 공주가 몰래 놀러 나온다. 발라 공주는 머지않아 어머니인 여왕 개미로부터 왕실의 통치권을 물려받을 예정이며 전투 개미들의 사령관인 맨디블 장군과 약혼한 사이다.
Z는 첫눈에 그녀에게 반하지만 그녀가 공주란 사실을 알고 나서 고민하게 되는데...

## 출연

### 주연
- 우디 앨런
- 샤론 스톤

### 조연
- 진 핵크만
- 실베스터 스탤론
- 크리스토퍼 월켄
- 대니 글로버
- 댄 애크로이드
- 제인 커틴
- 앤 밴크로프트
- 제니퍼 로페즈

## 기타
- 미술: 존 벨
- 배역: 레슬리 펠드먼

## 음악
전체 작사·작곡: John Powell and Harry Gregson-Williams
| #            | 제목                                      | 재생 시간 |
| ------------ | ----------------------------------------- | --------- |
| 1.           | 〈Opening Titles - Z's Theme〉            | 1:59      |
| 2.           | 〈The Colony〉                            | 1:55      |
| 3.           | 〈General Mandible〉                      | 2:21      |
| 4.           | 〈Princess Bala〉                         | 0:56      |
| 5.           | 〈The Bar〉                               | 1:27      |
| 6.           | 〈"There Is A Better Place..."〉          | 1:19      |
| 7.           | 〈"Guantanamera" / "6:15 Time To Dance"〉 | 3:16      |
| 8.           | 〈The Antz Go Marching To War〉           | 3:48      |
| 9.           | 〈Weaver and Azteca Flirt〉               | 1:53      |
| 10.          | 〈The Death of Barbados〉                 | 2:06      |
| 11.          | 〈The Antz Marching Band〉                | 1:15      |
| 12.          | 〈The Magnifying Glass〉                  | 1:58      |
| 13.          | 〈Ant Revolution〉                        | 1:47      |
| 14.          | 〈Mandible and Cutter Plot〉              | 2:05      |
| 15.          | 〈The Picnic Table〉                      | 2:43      |
| 16.          | 〈The Big Shoe〉                          | 2:08      |
| 17.          | 〈Romance in Insectopia〉                 | 2:29      |
| 18.          | 〈Back To The Colony〉                    | 2:26      |
| 19.          | 〈Z To The Rescue〉                       | 7:43      |
| 20.          | 〈Z's Alive!〉                            | 3:28      |
| 총 재생 시간 | 총 재생 시간                              | 49:02     |

## 오류
- 일개미 Z가 수컷으로 설정된 것은 잘못이다. 개미는 생식개미(암개미, 수개미)와 비생식개미로 나뉘며, 일개미와 병정개미는 중성의 비생식개미이다.
- 병정개미가 근육을 자랑하는 장면도 잘못되었다. 개미는 사람과 달리 외골격이라서 근육이 뼈(껍질) 속에 있으므로 근육을 자랑하는 건 불가능하다.
- 개미는 눈동자가 있는 눈을 가진 것이 아니라 겹눈을 가지고 있다.
- 개미는 영화에서처럼 입으로 말할 수 없다. 개미는 페로몬을 발생시키거나 더듬이를 맞대 의사소통을 한다.

## 여담
소설 《개미》의 작가 베르나르 베르베르는 영화의 구성이 자기 소설과 거의 같은 것을 보고는 괘씸하여 고소할까 생각하다가, 마음을 바꾸고 애니메이션 제작자 제프리 카첸버그의 이름을 따서 《아버지들의 아버지》의 주인공 이지도르 카첸버그의 이름을 지었다.